# پارک سه یونگ
پارک سه یونگ (کره‌ای: 박세영؛ زادهٔ ۳۰ ژوئیه ۱۹۸۸) بازیگر اهل کره جنوبی است.

## زندگی شخصی
پارک سه یونگ فعالیتش را از سال ۲۰۰۱ وقتی که کودک بود درTV Drama شروع کرد اما برای ادامه تحصیل آن را رها کرد.
وی در سن ۱۴ سالگی به‌عنوان دختر شایستهٔ کره انتخاب شد و در سال ۲۰۰۴ با بازی در یک موزیک ویدئو کارش را از سر گرفت؛ سپس در سریال اگر فردا باران بیاید به قاب تلویزیون بازگشت. او در سال ۲۰۱۲ با بازی در سریال سرنوشت در کشورهای زیادی از جمله ایران و ژاپن شناخته شد.

## فیلم‌شناسی

### مجموعه تلویزیونی
| سال  | عنوان                 | نقش          | شبکه |
| ---- | --------------------- | ------------ | ---- |
| ۲۰۰۲ | Inspector Park Mun-su | یانگ سوکیونگ | mbc  |
| ۲۰۱۱ | اگر فردا بیاید        | سئو یوجین    | sbs  |
| ۲۰۱۲ | باران عشق             | لی می هو     | kbs2 |
| ۲۰۱۲ | سرنوشت                | ملکه         | sbs  |
| ۲۰۱۳ | مدرسه ۲۰۱۳            | سونگ هاکیونگ | kbs2 |
| ۲۰۱۴ | روز باشکوه            | جونگ داجونگ  | sbs  |
| ۲۰۱۵ | دخترم گئوم ساول       | اوه هی سانگ  | mbc  |
| ۲۰۱۶ | ذهن زیبا              | کیم مین-جه   | kbs2 |
| ۲۰۱۷ | زمزمه                 | چوی سو یون   | sbs  |
| ۲۰۱۷ | گل پول                | نا موهیون    | mbc  |

### فیلم
| سال  | عنوان           | نقش         |
| ---- | --------------- | ----------- |
| ۲۰۱۴ | پادشاه مد       | پارک هه جین |
| ۲۰۱۵ | The Cat Funeral | جه هی       |